# Mircea Petean

## Biografie
Mircea Petean este poet, prozator, eseist, publicist și editor. S‑a născut la 2 februarie 1952 în Jucu de Mijloc, jud. Cluj. Absolvent al Facultății de Litere din Cluj‑Napoca, specialitatea română‑franceză, promoția 1976. A predat limba și literatura română, limba franceză și limba „poezească” la Moisei și Borșa, în Maramureș (1977‑1989). Inspector școlar în Maramureș, pentru scurtă vreme, imediat după Revoluția din 1989. Redactor și șef de secție la Editura Dacia din Cluj‑Napoca (1990‑1998). Secretar general de redacție la Editura Cartimpex din același oraș (1998), redactor la Radio Renașterea (1999‑2009). Actualmente este directorul Editurii LIMES, pe care a fondat‑o la finele anului 1998. Membru al Uniunii Scriitorilor din România. 

Debutul absolut în revista „Echinox” (1974), Cluj-Napoca, cu o pagină de poeme.
Debutul în volum: Un munte, o zi (poezie), Cluj-Napoca, Dacia, 1981.
Colaborări la:  „România literară”, „Viața Românească”, „Ziarul de duminică”, „Echinox”, „Euphorion”, „Steaua”, „Tribuna”, „Apostrof”, „Convorbiri literare”, „Dacia literară”, „Familia”, „Poesis”, „Ex Ponto”, „Argeș”, „Nord literar”, „Poesia Universal Contemporanea” (Argentina), „Chrysanthemum” (Austria), „Terra Nova” (Canada), „Horizontes Poéticos”,  „Crátera” (Spania), „Rhein (Germania) etc. A deținut rubrici permanente în  „Steaua”, „Apostrof”, „Convorbiri literare”,

## Opera literară
POEZIE
Un munte, o zi (pref. Ion Pop), Dacia, Cluj-Napoca, 1981
Cartea de la Jucu Nobil I, Dacia, Cluj-Napoca, 1990
S-au produs modificări, Dacia, Cluj-Napoca, 1991
Călător de profesie, Albatros, București, 1992
Zi după zi, Euphorion, Sibiu, 1993
Lasă-mi, Doamne, zăbava!, Echinox, Cluj-Napoca, 1995
Dincolo de marginea marginii (antologie de autor), Editura Didactică și Pedagogică, București, 1996
Ploi, zăpezi, felurite (carte de haiku trilingvă: română, franceză, engleză, însoțită de Însemnări despre haiku), Euro Tami Press, Târgu-Mureș, 1998 
Cartea de la Jucu Nobil II, Paralela 45, Pitești, 2000
Cartea de la Jucu Nobil I-II-III (pref. Gh. Grigurcu), Limes, Cluj-Napoca, 2003 (ed. a doua, cu titlul Trilogia transilvană, pref. Andrei Terian; postf. Mircea Muthu, 2018)
Lovituri de nisip, Limes, Cluj-Napoca, 2004
Poemele Anei, Limes, Cluj-Napoca, 2007 (ed. a doua, pref. Andrei Zanca; postf. Paul Aretzu, 2019)
Câmp minat, Limes, Cluj-Napoca, 2009
Liniște redusă la tăcere, Limes, Cluj-Napoca, 2011
Catedrala din auz. Poeme ligure, Limes, Florești – Cluj, 2012 (ediția a doua adăugită, Limes, 2014)
Munți și zile (antologie de autor), Limes, Florești – Cluj, 2012
Nerostitele. Noi poeme ligure, Limes, Florești – Cluj, 2018
Mai vorbim. Alte poeme ligure, Limes, Florești – Cluj, 2020
Balade, Limes, Florești – Cluj, 2021
Trilogia ligură (pref. Ioan Holban, postf. Ștefan Borbély), Limes, Florești – Cluj, 2022
O sută și una de poezii (pref. de Ovidiu Pecican), Editura Academiei Române, București, 2022 

### PROZĂ
Cartea întâlnirilor (roman epistolar scris în colaborare cu Andreas Wellmann), Limes, 1999
Drumul spre Nghe An. Patru scriitori români descoperă Vietnamul (în colaborare cu Valeriu Butulescu, Horia Gârbea și Mircea Ghițulescu), Editura Muzeului Literaturii Române, București, 2004
Nicanor, ultimul om (proză scurtă), Limes, Florești – Cluj, 2014 
La drum! (jurnale de călătorie), Limes, Florești – Cluj, 2016
Lumea lui Fa și Pi (povești, povestiri, prevestiri), Limes, Florești – Cluj, 2022

### ESEU
Ocolul lumii în 50 de jocuri creative (în colaborare cu Ana PETEAN), Dacia, 1996; ediția a II-a, Limes, 2004; ediția a III-a, Limes, 2010)

### ÎN TRADUCERE
Folie, cirque, scandale (anthologie poétique), Arthis, Bruxelles, 2002
Sand Strikes (trad. de Olimpia Iacob și Virgil Stanciu), Limes, 2006
Anna-versek (trad. de Balázs F. Attila), Ab-Art, Bratislava, 2009
Zilet e ringgjalljes (trad. în albaneză de Baky Ymeri), Rozafa, Pristina, 2012 
Lovituri de nisip/ Coups de sable (anthologie poétique; version française par Tudor Ionescu, Letiția Ilea, Yvonne et Mircea Goga), Limes, 2013
Because you love/ fiindcă iubești – Din Poemele Anei/ From The Poems of Ana, (în colaborare cu Maria Bennett; english version by Maria Bennett & Olimpia Iacob), Limes, 2014 
Haiku & monoku/ Haiku & Taoist Poems (în colaborare cu Jim Kacian; english version by Jim Kacian și Olimpia Iacob), Limes, 2016
Die Erinnerung an das Licht (trad. de Herbert-Werner Mühlroth), Dionysos Verlag, Boppard am Rhein, 2018
Amintirea luminii/ Die Erinnerung an das Licht (ed. bilingvă, trad. de Herbert-Werner Mühlroth), Limes – Dionysos Verlag, Boppard am Rhein, 2018
Poemele Anei/ Annas Gedichte (ed. bilingvă, trad. de Herbert-Werner Mühlroth), Limes – Dionysos Verlag, Boppard am Rhein, 2020
Annas Gedichte (trad. de Herbert-Werner Mühlroth), Dionysos Verlag, Boppard am Rhein, 2020
Energia cuvintelor și alfabetul tăcerii/ Energjia e fjalëve dhe alfabeti i heshtjes (în colaborare cu Gentiana Muhaxhiri; trad în albaneză de Baky Ymeri), Amanda Edit Verlag, București, 2020
Bunicul și marea/ Grandfather and the Sea/ दादा और सागर/ Idadabe sy ny riaka (în colaborare cu Abhay K.; trad. în engleză:  Olimpia Iacob & Bill Wolak; trad. în hindi: Abhay K.; în malgașă: Mose Njo), Limes, Florești – Cluj, 2022

### ÎN ANTOLOGII DIN STRĂINĂTATE
Young Poets of a New Romania (translated by Brenda Walker), Forest Books, London, 1991
Streiflicht (trad. de Christian W. Schenk), Dionysos Verlag, Kastellaun, 1994
Transylvanian Voices. An Anthology of Contemporary Poets of Cluj-Napoca (trad. de Adam J. Sorkin and Liviu Bleoca), The Center for Romanian Studies. The Foundation for Romanian Culture and Studies), Iași 1997
Gefährliche Serpentinen (trad. de Dieter Schlesak), Galrev, Berlin, 1998
Kortárs Román Koltők (trad. de Ballász F. Attila), Ab-Art, Bratislava, 2007 
Antológia Sučasnej Rumuskej Lyrikyč (trad. de Ballász F. Attila), Ab-Art, Bratislava, 2007
Szabadulás a gettóból (trad. de Ballász F. Attila), Ab-Art, Bratislava, 2008
Voices of Contemporary Romanian Poets, Suwon (Coreea de Sud), 2009
Egy zacskó cseresznye (trad. de Ballász F. Attila), Ab-Art, Bratislava, 2009
De la Nistru pîn’la Tisa... Antologie alcătuită de Petre Popa, Grafema Libris, Chișinău, 2002 
Un pahar de lumină. Poeți clujeni contemporani/ Pohárnyi Fény. Kolozsvári kortárs koltők, Tinivár könyvkiadó, Budapesta, 2005
Antologia poeziei românești cu formă fixă (Ediție îngrijită, notă asupra ediției, concepte și bibliografie de Nicolae Leahu și Raisa Leahu; prefață de Nicolae Leahu), Știința, Chișinău, 2015 
Poetas siglo XXI – Antologia Mundial, Buenos Aires, 2016
Apa din căușul palmei (antologie în limba ebraică; traducere de Moshe B. Itzhaki și Paul Farka), Keshev Publishing House, Tel Aviv, 2018
Pieta (trad. de Christian W. Schenk), Dionysos Verlag, Boppard am Rhein, 2019
Rosarien. Rumänische Gegenwartslyrik 2020 (trad. de Christian W. Schenk), Dionysos Verlag, Boppard am Rhein, 2020
Schwebebrücken aus Papier (trad. de Hellmut Seiler), Edition Noack & Block in der Frank & Timme GmbH, Berlin, 2020

### ÎN ANTOLOGII DIN ȚARĂ

#### Poezie
O mie și una de poezii românești (alcătuită de Laurențiu Ulici), Du Style, 1997 
Antologia poeziei române de la origini până azi (alcătuită de Dumitru Chioaru și Ioan Radu Văcărescu), Paralela 45, 1998 
Umbra libelulei (alcătuită de Florin Vasiliu), Dacia, 1993 
10 ani de haiku, (alcătuită de Florin Vasiliu în colaborare cu Mioara Gheorghe),  București, 2000 
Antologia poeților ardeleni contemporani (editată de Eugeniu Nistor și Iulian Boldea), Editura Ardealul, Târgu-Mureș, 2003 
Cântecul stelelor. Versuri „Steaua” 50/ Il Canto delle stele.Versi “Steaua” 50, Limes, 2004)
Transylvanian Voices, The Center for Romanian Studies, Iași, 1997
Poeții revistei „Echinox” (Antologie de Ion Pop: 1968-2003), Dacia, 2004 
Poeți români de azi/ Poètes roumains d’aujourd’hui, Limes, Bistrița/ Paris, 2007
Murmurul vocilor/ Murmure des voix/ Murmur of Voices (Antologie concepută de Ioan Țepelea), Cogito, 2007 
L’heure astrale. Poètes et peintres roumains contemporains, Limes, Bistrița/ Bruxelles, 2008 
Lumina care cântă/ The Light singing, Emia, Deva, 2014
Echinox 50, Școala Ardeleană, Cluj-Napoca, 2019
Poètes, vos papiers! Anthologie de poésie roumaine (Sélection et traduction de Paula Romanescu), Tipo Moldova, Iași, 2014
Testament - 400 de ani de poezie românească/400 Years of Romanian Poetry (ed. realizată de Daniel Ioniță, Daniel Reynaud, Adriana Paul și Eva Foster), Minerva, București, 2019
Daruri divine/ Dhurata hyjnore (Antologie poetică/ Antologji poetike; trad. de Baky Ymeri), Amanda Edit Verlag, București, 2020
Antologia poeziei erotice românești (Selecție, studiu introductiv, notă asupra ediției, repere cronologice, glosar, dosar de idei, o bibliografie a temei de Nicolae Leahu și Raisa Leahu), Junimea, Iași, 2020
Poeți laureați – Festivalul Internațional NOPȚILE DE POEZIE DE LA CURTEA DE ARGEȘ (1997-2021), Selecție și tălmăciri de Carolina Ilica, vol. I-II, Editura Academiei Internaționale Orient-Occident, București, 2021.

#### Proză
Întoarcerea învinsului. Întâlniri cu Mircea Zaciu (volum omagial realizat în colaborare cu Aurel Sasu), Limes, 2001 
Repetiție fără orchestră. Antologie de proză scurtă românească din Mileniul III (selecție, prefață, prezentări de Horia Gârbea), Limes, 2004 
La Beclean pe Someș, cândva… (antologie de Aurel Podaru), Clubul Saeculum, Beclean, 2004
În lumea taților, Biblioteca Apostrof, 2004 
Farse, lacrimi și o găleată de sânge (selecție, prefață, prezentări de Horia Gârbea), Limes, 2008
Adrian Grănescu, Amurgul Daciei. O incursiune în viața editorială românească a ultimilor cincizeci de ani, ilustrată, în special, prin viața și activitatea Editurii Dacia din Cluj-Napoca, Limes, 2020

## PREMII:
Premii pentru poezie și proză ale Uniunii Scriitorilor din România, Filiala Cluj-Napoca (1998, 2010, 2015, 2018)
Premiul special al Uniunii Scriitorilor din Republica Moldova, Chișinău (2004)
Premiul special IBBY la Salonul Internațional al Cărții pentru copii 
(Chișinău, 2005)
Premiul Festivalului „Lucian Blaga”, Cluj-Napoca, 2008
Premiul „Mihai Eminescu” al Academiei Române, 2014
Marele Premiu Național de Literatură la Festivalul Internațional „Nopțile de Poezie”, Curtea de Argeș, 2014
Premiul revistelor „Convorbiri literare”, Iași (2008), „Poesis”, Satu-Mare (2008), „Nord literar”, Baia-Mare (2009), „Familia” (2016), „Mișcarea literară”, Bistrița (2022)
A fost distins cu Ordinul Meritul Cultural, în grad de cavaler.